# Dingosa
Dingosa is een geslacht van spinnen uit de familie wolfspinnen (Lycosidae).

## Soorten
De volgende soorten zijn bij het geslacht ingedeeld:
- Dingosa humphreysi (McKay, 1985)
- Dingosa liopus (Chamberlin, 1916)
- Dingosa murata Framenau & Baehr, 2007
- Dingosa serrata (L. Koch, 1877)
- Dingosa simsoni (Simon, 1898)
- Dingosa venefica (Keyserling, 1891)